# Trichosetodes atiramaniya
Trichosetodes atiramaniya är en nattsländeart som beskrevs av Schmid 1987. Trichosetodes atiramaniya ingår i släktet Trichosetodes och familjen långhornssländor. Inga underarter finns listade i Catalogue of Life.